# NGC 2837
NGC 2837 је двојна звезда у сазвежђу Хидра која се налази на NGC листи објеката дубоког неба.
Деклинација објекта је - 16° 28' 53" а ректасцензија 9h 18m 23,4s. Привидна величина (магнитуда) објекта NGC 2837 износи 11,8.